# マイク・マイヤーズ (右投手)
マイク・マイヤーズ（Michael Gregory "Mike" Meyers, 1977年10月18日 - ）は、カナダ出身のプロ野球選手（投手）。

## 経歴
1997年のMLBドラフトで、シカゴ・カブスから26巡目指名を受け入団。
2004年はニューヨーク・メッツ、2005年と2006年はミルウォーキー・ブルワーズに在籍。
メジャー経験は無いが、主に中継ぎとして活躍する本格派右腕。
2006年の第1回WBCのカナダ代表に選出されている。